# Jonas Livin
Jonas Livin, född 14 maj 1711 i Linderås församling, död 24 januari 1759 i Vinnerstads församling, var en svensk präst.

## Biografi
Livin föddes 14 maj 1711 i Linderås församling. Han var son till kyrkoherde Jonas Magni Livin. Livin blev höstterminen 1729 student vid Uppsala universitet. Han prästvigdes 27 november 1740. Livin blev 1741 skvadronspredikant vid Smålands kavalleriregemente. År 1743 blev han regementspastor vid kavalleriet. Livin blev 1748 kyrkoherde i Vinnerstads församling. Han avled 24 januari 1759 i Vinnerstads socken.
Livin var respondent vid prästmötet 1754.

### Familj
Livin gifte sig 1749 med Christina Liedberg (1730-1814). Hon var dotter till handlanden Stephan Liedberg och Elsa Bua i Varbergs stad. De fick tillsammans barnen Catharina Elisabeth (1750-1757), Jonas Stephanus (född 1751), Claes Magnus och Olaus Johannes (1757-1757).